# Constantin Dinu
Constantin Dinu (Bucarest, 29 de abril de 1945-Chitila, 14 de diciembre de 2022) fue un jugador de rugby rumano que jugó en la posición de prop.

## Premios

### En club
- Ganador de la Liga Nacional de Rugby (1966, 1967)
- Ganador de la Copa Rumana (1982)

### Internacional
- Ganador de la Copa FIRA de las Naciones 1968-69[3]
- Ganador del Rugby Europe International Championships (1974, 1977, 1981, 1983)[3]